# طافيات

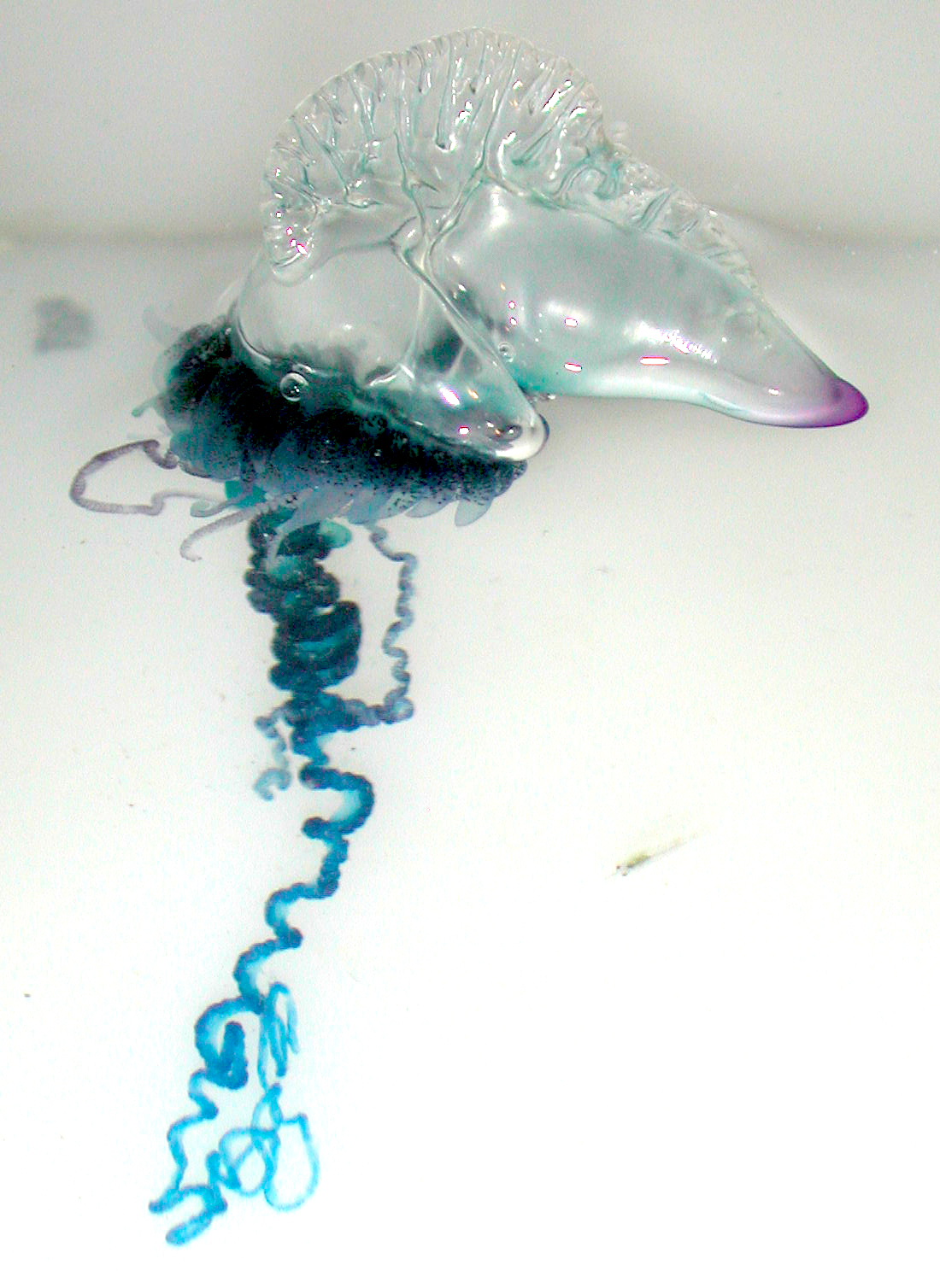

الهائمات (البلستون) هي الكائنات الحية التي تتخذ الطبقة السطحية الرقيقة الموجودة في سطح تلاقي الماء والهواء بالجسم المائي موطنًا لها. ومن أمثلتها بعض أنواع الزراقم وبعض بطنيات القدم وسراخس أزولا ونبات السالفينيا والنباتات البذرية عدس الماء وولفيا والزّقيم (بيستيا) وإيكورنيا وهايدروشاريس. وكان أول من استخدم المصطلح الهائمات (pleuston) كارل شروتر في عام 1896.

## اقرأ أيضاً
- العوالق
- السوابح
- القاعيات
- السابحات